# 佳能 EF 24-70mm 鏡頭
佳能 EF 24-70mm 鏡頭是一系列由佳能公司生產的變焦鏡頭，一共有下列幾種型號，為佳能L鏡頭。
- Canon EF 24-70mm f/2.8L USM（已停产）
- Canon EF 24-70mm f/2.8L II USM
- Canon EF 24-70mm f/4L IS USM(已停產)

當24-70mm鏡頭用於佳能數碼EOS系列的APS-C幅面機身（如佳能 EOS 550D）時，24-70mm的視角會變窄，其等效於全幅機身上的38.4-112mm視角（乘以系數1.6）。當用於APS-H幅面機身（如佳能 EOS-1D Mark IV）時，其等效於全幅機身的31.2-91mm視角（乘以系數1.3）。

## 外部連結
- Canon EF 24-70mm f/2.8L USM（页面存档备份，存于）
- Canon Camera Museum